# L'Altra Russia (partito politico)
L'Altra Russia di Eduard Limonov (in russo Другая Россия?, Drugaja Rossija) è un partito politico nazionalbolscevico della Federazione Russa.

## Storia

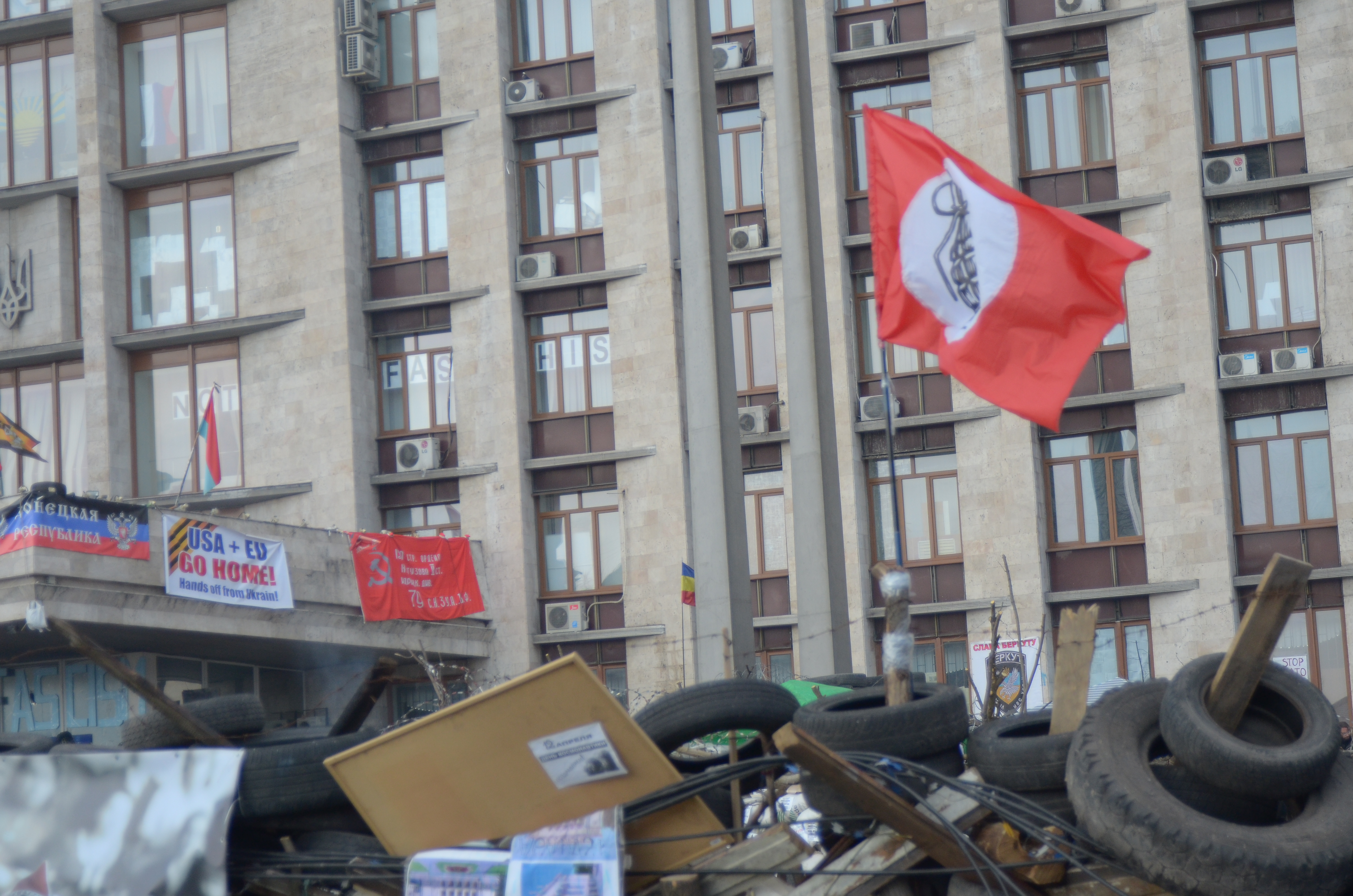
Una bandiera del partito durante le proteste filorusse a Donec'k

Nel 2010 Ėduard Limonov ha fondato il partito politico L'Altra Russia.
Durante le prime proteste filorusse in Ucraina del 2014 L'Altra Russia ha avuto un ruolo attivo nelle dimostrazioni a favore della Russia.
Con lo scoppio della guerra del Donbass, i membri de L'Altra Russia hanno formato le milizie Interbrigate e due membri del partito sono stati uccisi durante la guerra.
Il 7 febbraio 2018 un membro de L'Altra Russia, Kirill Ananiev, è stato ucciso nel raid statunitense di Deir el-Zor durante la guerra civile siriana.
Dopo l'autoscioglimento avvenuto nel 2020, in concomitanza con la morte del leader del partito, L'Altra Russia si è ricomposta con il nome "L'Altra Russia di Eduard Limonov" il 26 settembre dello stesso anno. In seguito all'invasione russa dell'Ucraina, il partito ha assunto una posizione molto più critica verso Vladimir Putin.